# Bataille d'Adibo
Conquête du Togo par les Allemands
La bataille d'Adibo est livrée au Ghana le 4 décembre 1896 pendant l'invasion du royaume dagomba par les Allemands, lors de leurs opérations de conquête du Togo.
Elle oppose une armée dagomba d'un peu moins de 5 000 hommes à une troupe allemande composée pour majorité d'askaris togolais. Les Dagombas sont durement battus et les envahisseurs s'emparent le lendemain de leur capitale Yendi. Les colonisateurs britanniques et allemands se partagent ensuite le royaume dagomba, dont la partie qui revient aux Allemands est rattachée à leur colonie du Togo.

## Sources
- (en) Daniel Miles McFarland, Historical dictionary of Ghana, Metuchen, N.J, Scarecrow Press, coll. « African historical dictionaries » (no 39), 1985, 296 p. (ISBN 978-0-810-81761-6)
- Robert Cornevin, Histoire du Togo, Berger Levrault, Paris, 1962 (2e éd.)
- (en) Tony Jaques, Dictionary of Battles and Siege, volume 1, Greenwood Press, Wesport, Connecticut - Londres, 2007,